# American Le Mans Series 2006
American Le Mans Series 2006 kördes i fyra klasser på tio banor.

## LMP1
Audi vann titeln och alla race, medan Rinaldo Capello och Allan McNish dominerade förarmästerskapet.

### Delsegrare
| Bana         | Vinnare                                     | Märke |
| ------------ | ------------------------------------------- | ----- |
| Sebring      | Rinaldo Capello Allan McNish Tom Kristensen | Audi  |
| Houston      | Rinaldo Capello Allan McNish                | Audi  |
| Mid-Ohio     | Rinaldo Capello Allan McNish                | Audi  |
| Lime Rock    | Rinaldo Capello Allan McNish                | Audi  |
| Miller       | Frank Biela Emanuele Pirro                  | Audi  |
| Portland     | Rinaldo Capello Allan McNish                | Audi  |
| Road America | Frank Biela Emanuele Pirro                  | Audi  |
| Mosport Park | Rinaldo Capello Allan McNish                | Audi  |
| Road Atlanta | Rinaldo Capello Allan McNish                | Audi  |
| Laguna Seca  | Rinaldo Capello Allan McNish                | Audi  |

### Slutställning
| Plats | Förare                       | Märke | Poäng |
| ----- | ---------------------------- | ----- | ----- |
| 1     | Rinaldo Capello Allan McNish | Audi  | 204   |
| 2     | James Weaver                 | Lola  | 119   |
| 3     | Butch Leitzinger             | Lola  | 106   |
| 4     | Frank Biela Emanuele Pirro   | Audi  | 99    |
| 5     | Chris Dyson                  | Lola  | 73    |
| 6     | Guy Smith                    | Lola  | 60    |

## LMP2
Sascha Maassen och Lucas Luhr vann titeln.

### Delsegrare
| Bana         | Vinnare                                       | Märke   |
| ------------ | --------------------------------------------- | ------- |
| Sebring      | Clint Field Liz Halliday Jon Field            | Lola    |
| Houston      | Clint Field Liz Halliday                      | Lola    |
| Mid-Ohio     | Romain Dumas Timo Bernhard                    | Porsche |
| Lime Rock    | Romain Dumas Timo Bernhard                    | Porsche |
| Miller       | Lucas Luhr Sascha Maassen                     | Porsche |
| Portland     | Clint Field Liz Halliday                      | Lola    |
| Road America | Sascha Maassen Timo Bernhard                  | Porsche |
| Mosport Park | Lucas Luhr Romain Dumas                       | Porsche |
| Road Atlanta | Sascha Maassen Timo Bernhard Emmanuel Collard | Porsche |
| Laguna Seca  | Lucas Luhr Romain Dumas                       | Porsche |

### Slutställning
| Plats | Förare                     | Märke   | Poäng |
| ----- | -------------------------- | ------- | ----- |
| 1     | Lucas Luhr Sascha Maassen  | Porsche | 184   |
| 2     | Clint Field Liz Halliday   | Lola    | 166   |
| 3     | Romain Dumas Timo Bernhard | Porsche | 155   |
| 4     | Jon Field                  | Lola    | 84    |
| 5     | Guy Cosmo                  | Courage | 67    |
| 6     | Emmanuel Collard           | Porsche | 48    |

## GT1
Olivier Beretta och Oliver Gavin vann GT1-titekln för Chevrolet.

### Delsegrare
| Bana         | Vinnare                                    | Märke        |
| ------------ | ------------------------------------------ | ------------ |
| Sebring      | Olivier Beretta Oliver Gavin Jan Magnussen | Chevrolet    |
| Houston      | Olivier Beretta Oliver Gavin               | Chevrolet    |
| Mid-Ohio     | Olivier Beretta Oliver Gavin               | Chevrolet    |
| Lime Rock    | Stéphane Sarrazin Pedro Lamy               | Aston Martin |
| Miller       | Tomáš Enge Darren Turner                   | Aston Martin |
| Portland     | Olivier Beretta Oliver Gavin               | Chevrolet    |
| Road America | Ron Fellows Ron O'Connell                  | Chevrolet    |
| Mosport Park | Stéphane Sarrazin Pedro Lamy               | Aston Martin |
| Road Atlanta | Tomáš Enge Darren Turner                   | Aston Martin |
| Laguna Seca  | Stéphane Sarrazin Pedro Lamy               | Aston Martin |

### Slutställning
| Plats | Förare                       | Märke        | Poäng |
| ----- | ---------------------------- | ------------ | ----- |
| 1     | Olivier Beretta Oliver Gavin | Chevrolet    | 176   |
| 2     | Stéphane Sarrazin            | Aston Martin | 163   |
| 3     | Tomáš Enge                   | Aston Martin | 159   |
| 4     | Ron Fellows Ron O'Connell    | Chevrolet    | 152   |
| 5     | Pedro Lamy                   | Aston Martin | 147   |
| 6     | Darren Turner                | Aston Martin | 146   |

## GT2

### Delsegrare
| Bana         | Vinnare                                        | Märke   |
| ------------ | ---------------------------------------------- | ------- |
| Sebring      | Scott Maxwell David Brabham Sébastien Bourdais | Panoz   |
| Houston      | Mike Rockenfeller Klaus Graf                   | Porsche |
| Mid-Ohio     | Johannes van Overbeek Wolf Henzler             | Porsche |
| Lime Rock    | Jörg Bergmeister Patrick Long                  | Porsche |
| Miller       | Mika Salo Jaime Melo                           | Ferrari |
| Portland     | Mika Salo Jaime Melo                           | Ferrari |
| Road America | Jörg Bergmeister Patrick Long                  | Porsche |
| Mosport Park | Stéphane Ortelli Johnny Mowlem                 | Ferrari |
| Road Atlanta | Jörg Bergmeister Patrick Long Niclas Jönsson   | Porsche |
| Laguna Seca  | Mika Salo Stéphane Ortelli                     | Ferrari |

### Slutställning
| Plats | Förare                      | Märke   | Poäng |
| ----- | --------------------------- | ------- | ----- |
| 1     | Jörg Bergmeister            | Porsche | 147   |
| 2     | Johannes van Overbeek       | Porsche | 143   |
| 3     | Patrick Long                | Porsche | 137   |
| 4     | Wolf Henzler                | Porsche | 113   |
| 5     | Scott Maxwell David Brabham | Panoz   | 86    |
| 6     | Bill Auberlen Joey Hand     | BMW     | 84    |